# Выборы в Верховный Совет Приднестровской Молдавской Республики (2000)
Парламентские выборы в Приднестровье были проведены 10 декабря 2000 года. Проводились по одномандатным округам. На них победу одержали беспартийные кандидаты.
| Партии                              | Голоса | % | Количество мест |
| ----------------------------------- | ------ | - | --------------- |
| Единство                            |        | . | 9               |
| Обновление                          |        | . | 7               |
| Движение «Власть — народу»          |        | . | 1               |
| Независимые                         |        | . | 25              |
| Всего                               |        |   | 43              |
| В одном округе выборы не состоялись |        |   |                 |